# Warsaw Cup 2022
Warsaw Cup 2022 – ósme zawody łyżwiarstwa figurowego z cyklu Challenger Series 2022/2023. Zawody rozgrywano od 16 do 20 listopada 2022 roku w hali Torwar II w Warszawie.
W konkurencji solistów zwyciężył Francuz Kévin Aymoz, zaś konkurencji solistek reprezentantka Polski Jekatierina Kurakowa. W parach sportowych triumfowali reprezentanci Australii Anastasija Gołubiewa i Hektor Giotopoulos Moore, zaś w konkurencji par tanecznych Francuzi Loïcia Demougeot i Théo Le Mercier.

## Terminarz
| Data         | Godzina   | Konkurencja   | Segment          |
| ------------ | --------- | ------------- | ---------------- |
| 17 listopada | 15:00 CET | Soliści       | Program krótki   |
| 17 listopada | 19:30 CET | Pary sportowe | Program krótki   |
| 18 listopada | 14:05 CET | Pary taneczne | Taniec rytmiczny |
| 18 listopada | 16:15 CET | Solistki      | Program krótki   |
| 19 listopada | 11:10 CET | Pary sportowe | Program dowolny  |
| 19 listopada | 14:45 CET | Soliści       | Program dowolny  |
| 19 listopada | 19:40 CET | Pary taneczne | Taniec dowolny   |
| 20 listopada | 08:00 CET | Solistki      | Program dowolny  |

## Rekordy świata
| Rekordy świata (GOE±5) na moment rozpoczęcia zawodów (stan na 16 listopada 2022): | Rekordy świata (GOE±5) na moment rozpoczęcia zawodów (stan na 16 listopada 2022): | Rekordy świata (GOE±5) na moment rozpoczęcia zawodów (stan na 16 listopada 2022): | Rekordy świata (GOE±5) na moment rozpoczęcia zawodów (stan na 16 listopada 2022): | Rekordy świata (GOE±5) na moment rozpoczęcia zawodów (stan na 16 listopada 2022): | Rekordy świata (GOE±5) na moment rozpoczęcia zawodów (stan na 16 listopada 2022): |
| Konkurencja                                                                       | Segment                                                                           | Zawodnicy                                                                         | Punkty                                                                            | Zawody                                                                            | Data                                                                              |
| --------------------------------------------------------------------------------- | --------------------------------------------------------------------------------- | --------------------------------------------------------------------------------- | --------------------------------------------------------------------------------- | --------------------------------------------------------------------------------- | --------------------------------------------------------------------------------- |
| Soliści                                                                           | Nota łączna                                                                       | Nathan Chen                                                                       | 335,30                                                                            | Finał Grand Prix 2019                                                             | 7 grudnia 2019                                                                    |
| Soliści                                                                           | Program dowolny                                                                   | Nathan Chen                                                                       | 224,92                                                                            | Finał Grand Prix 2019                                                             | 7 grudnia 2019                                                                    |
| Soliści                                                                           | Program krótki                                                                    | Nathan Chen                                                                       | 113,97                                                                            | Zimowe igrzyska olimpijskie 2022                                                  | 10 lutego 2020                                                                    |
| Solistki                                                                          | Nota łączna                                                                       | Kamiła Walijewa                                                                   | 272,71                                                                            | Rostelecom Cup 2021                                                               | 27 listopada 2021                                                                 |
| Solistki                                                                          | Program dowolny                                                                   | Kamiła Walijewa                                                                   | 185,29                                                                            | Rostelecom Cup 2021                                                               | 27 listopada 2021                                                                 |
| Solistki                                                                          | Program krótki                                                                    | Kamiła Walijewa                                                                   | 90,45                                                                             | Mistrzostwa Europy 2022                                                           | 13 stycznia 2022                                                                  |
| Pary sportowe                                                                     | Nota łączna                                                                       | Sui Wenjing / Han Cong                                                            | 239,88                                                                            | Zimowe igrzyska olimpijskie 2022                                                  | 19 lutego 2022                                                                    |
| Pary sportowe                                                                     | Program dowolny                                                                   | Anastasija Miszyna / Aleksandr Gallamow                                           | 157,46                                                                            | Mistrzostwa Europy 2022                                                           | 13 stycznia 2022                                                                  |
| Pary sportowe                                                                     | Program krótki                                                                    | Sui Wenjing / Han Cong                                                            | 84,41                                                                             | Zimowe igrzyska olimpijskie 2022                                                  | 18 lutego 2022                                                                    |
| Pary taneczne                                                                     | Nota łączna                                                                       | Gabriella Papadakis / Guillaume Cizeron                                           | 229,82                                                                            | Mistrzostwa świata 2022                                                           | 26 marca 2022                                                                     |
| Pary taneczne                                                                     | Taniec dowolny                                                                    | Gabriella Papadakis / Guillaume Cizeron                                           | 137,09                                                                            | Mistrzostwa świata 2022                                                           | 26 marca 2022                                                                     |
| Pary taneczne                                                                     | Taniec rytmiczny                                                                  | Gabriella Papadakis / Guillaume Cizeron                                           | 92,73                                                                             | Mistrzostwa świata 2022                                                           | 25 marca 2022                                                                     |

## Wyniki

### Soliści
| Poz. | Zawodnik                | Nota łączna | SP | SP    | FS | FS     |
| ---- | ----------------------- | ----------- | -- | ----- | -- | ------ |
| 1    | Kévin Aymoz             | 258,02      | 1  | 89,60 | 2  | 168,42 |
| 2    | Daniel Grassl           | 257,76      | 4  | 76,44 | 1  | 181,32 |
| 3    | Lukas Britschgi         | 253,66      | 2  | 86,51 | 3  | 167,15 |
| 4    | Luc Economides          | 222,24      | 8  | 73,37 | 4  | 148,87 |
| 5    | Maxim Naumov            | 218,98      | 5  | 76,17 | 5  | 142,81 |
| 6    | Władimir Samojłow       | 212,79      | 3  | 77,69 | 6  | 135,10 |
| 7    | Naoki Rossi             | 208,34      | 6  | 75,46 | 8  | 132,88 |
| 8    | Daniel Martynov         | 204,14      | 9  | 71,75 | 9  | 132,39 |
| 9    | Mark Gorodnitsky        | 202,30      | 14 | 67,44 | 7  | 134,86 |
| 10   | Luc Maierhofer          | 201,50      | 11 | 69,75 | 10 | 131,75 |
| 11   | Kornel Witkowski        | 200,97      | 10 | 71,70 | 12 | 129,27 |
| 12   | Iwan Szmuratko          | 199,65      | 7  | 74,41 | 16 | 125,24 |
| 13   | Valtter Virtanen        | 198,48      | 13 | 59,35 | 11 | 130,54 |
| 14   | Arlet Levandi           | 195,72      | 12 | 69,45 | 14 | 126,27 |
| 15   | Raffaele Francesco Zich | 190,63      | 18 | 62,20 | 13 | 128,43 |
| 16   | Xavier Vauclin          | 188,82      | 17 | 63,09 | 15 | 125,73 |
| 17   | Miłosz Witkowski        | 181,70      | 15 | 66,23 | 18 | 115,47 |
| 18   | Kyryło Marsak           | 179,97      | 20 | 59,36 | 17 | 125,73 |
| 19   | Hlib Smotrow            | 175,75      | 16 | 63,25 | 20 | 112,50 |
| 20   | Noah Bodenstein         | 168,36      | 19 | 60,82 | 22 | 107,54 |
| 21   | Makar Suncew            | 167,31      | 21 | 59,35 | 21 | 107,96 |
| 22   | Gabriel Folkesson       | 162,23      | 25 | 48,73 | 19 | 113,50 |
| 23   | Kai Jagoda              | 161,94      | 23 | 57,89 | 23 | 104,05 |
| 24   | Denis Gurdzhi           | 148,66      | 24 | 49,80 | 24 | 98,86  |
| 25   | Louis Weissert          | 145,71      | 22 | 59,03 | 25 | 86,68  |
| 26   | Kwun Hung Leung         | 123,62      | 26 | 38,59 | 26 | 85,03  |

### Solistki
| Poz. | Zawodniczka              | Nota łączna | SP | SP    | FS | FS     |
| ---- | ------------------------ | ----------- | -- | ----- | -- | ------ |
| 1    | Jekatierina Kurakowa     | 189,98      | 1  | 64,66 | 1  | 125,32 |
| 2    | Sarina Joos              | 180,31      | 3  | 58,76 | 2  | 121,55 |
| 3    | Janna Jyrkinen           | 174,96      | 2  | 62,35 | 4  | 112,61 |
| 4    | Nicole Schott            | 172,56      | 5  | 52,94 | 3  | 119,62 |
| 5    | Léa Serna                | 163,60      | 9  | 51,41 | 5  | 105,72 |
| 6    | Livia Kaiser             | 157,57      | 6  | 51,85 | 7  | 105,72 |
| 7    | Aleksandra Golovkina     | 157,42      | 4  | 55,49 | 9  | 101,93 |
| 8    | Kristina Isaev           | 155,98      | 12 | 49,39 | 6  | 106,59 |
| 9    | Oona Ounasvuori          | 152,14      | 15 | 47,47 | 8  | 104,67 |
| 10   | Marija Andrijczuk        | 150,74      | 7  | 51,84 | 10 | 98,90  |
| 11   | Gerli Liinamäe           | 149,57      | 8  | 51,69 | 11 | 97,88  |
| 12   | Anastasija Konga         | 145,16      | 11 | 50,36 | 12 | 94,80  |
| 13   | Ella Chen                | 138,04      | 13 | 48,21 | 15 | 89,83  |
| 14   | Angelina Kučvaļska       | 137,89      | 10 | 51,10 | 17 | 86,79  |
| 15   | Barbora Vránková         | 137,87      | 21 | 43,62 | 13 | 94,25  |
| 16   | Kristina Škuleta-Gromova | 136,93      | 18 | 46,43 | 14 | 90,50  |
| 17   | Yasmine Kimiko Yamada    | 133,55      | 14 | 47,55 | 19 | 86,00  |
| 18   | Karolina Białas          | 130,14      | 20 | 43,71 | 18 | 86,43  |
| 19   | Marilena Kitromilis      | 128,30      | 24 | 39,32 | 16 | 88,98  |
| 20   | Jogaile Aglinskyte       | 121,05      | 17 | 46,81 | 20 | 74,24  |
| 21   | Alessa Tornaghi          | 118,58      | 19 | 45,77 | 21 | 72,81  |
| 22   | Maïa Mazzara             | 112,96      | 16 | 47,03 | 24 | 65,93  |
| 23   | Hiu Yau Chow             | 112,28      | 23 | 39,91 | 22 | 72,37  |
| 24   | Laura Szczęsna           | 110,07      | 22 | 42,42 | 23 | 67,65  |
| 25   | Maral-Erdene Gansukh     | 85,03       | 25 | 28,50 | 25 | 56,53  |

### Pary sportowe
| Poz. | Zawodnicy                                       | Nota łączna | SP | SP    | FS | FS     |
| ---- | ----------------------------------------------- | ----------- | -- | ----- | -- | ------ |
| 1    | Anastasija Gołubiewa / Hektor Giotopoulos Moore | 185,53      | 2  | 63,62 | 1  | 121,91 |
| 2    | Rebecca Ghilardi / Filippo Ambrosini            | 184,21      | 1  | 65,79 | 2  | 118,42 |
| 3    | Letizia Roscher / Luis Schuster                 | 170.65      | 3  | 63,11 | 3  | 107,54 |
| 4    | Lucrezia Beccari / Matteo Guarise               | 166,50      | 4  | 60,71 | 4  | 105,79 |
| 5    | Anna Valesi / Manuel Piazza                     | 153,89      | 7  | 53,15 | 5  | 100.74 |
| 6    | Wioletta Sierowa / Iwan Chobta                  | 153,39      | 5  | 53,65 | 6  | 99.74  |
| 7    | Anastasia Vaipan-Law / Luke Digby               | 147.86      | 8  | 48,30 | 7  | 99,56  |
| 8    | Oxana Vouillamoz / Flavien Giniaux              | 144,00      | 6  | 53,46 | 8  | 90,54  |
| 9    | Federica Simioli / Alessandro Zarbo             | 136,02      | 10 | 47,77 | 9  | 88.25  |
| 10   | Tilda Alteryd / Gabriel Farand                  | 133,61      | 9  | 47,93 | 10 | 85.68  |
| 11   | Isabella Gomez / Aleksandr Korowin              | 127,60      | 11 | 42,94 | 11 | 84,66  |
| 12   | Coline Keriven / Tom Bouvart                    | 109,58      | 12 | 38,99 | 12 | 70.59  |
| 13   | Julia Mauder / Johannes Wilkinson               | 87,94       | 13 | 33,83 | 13 | 54.11  |

### Pary taneczne
| Poz. | Zawodnicy                                      | Nota łączna | RD | RD    | FD | FD     |
| ---- | ---------------------------------------------- | ----------- | -- | ----- | -- | ------ |
| 1    | Loïcia Demougeot / Théo Le Mercier             | 182,00      | 2  | 72,13 | 1  | 109,87 |
| 2    | Jennifer Janse van Rensburg / Benjamin Steffan | 181,50      | 1  | 72,58 | 2  | 108,92 |
| 3    | Marie Dupayage / Thomas Nabais                 | 173,15      | 3  | 66,07 | 3  | 107,08 |
| 4    | Victoria Manni / Carlo Röthlisberger           | 165,49      | 4  | 64,45 | 4  | 57,74  |
| 5    | Anastasija Polibina / Pawieł Gołowisznikow     | 154,46      | 5  | 63,62 | 8  | 90,84  |
| 6    | Olivia Oliver / Elliott Graham                 | 153,65      | 6  | 60,77 | 7  | 92,88  |
| 7    | Emmy Bronsard / Jacob Richmond                 | 152,72      | 7  | 59,49 | 6  | 93,23  |
| 8    | Marija Nosowicka / Michaił Nosowicki           | 152,00      | 8  | 56,56 | 5  | 95,44  |
| 9    | Aurelija Ippolito / Luke Russell               | 131,65      | 9  | 51,09 | 9  | 80,56  |
| 10   | Jenna Hertenstein / Damian Binkowski           | 121,14      | 10 | 45,91 | 10 | 75,23  |